# Sphère (entreprise)
Pour les articles homonymes, voir Sphère (homonymie).
Sphère est un groupe français de conception, de fabrication et de commercialisation d'emballages ménagers : sacs à déchets, sacs fruits et légumes, sacs réutilisables, sachets congélation, films plastiques, papiers pour contact alimentaire, etc.

## Historique
En 1976, John Persenda fonde la société SP Métal spécialisée dans le négoce d'aluminium ménager et crée les marques distributeurs pour le segment sac-poubelle. L'entreprise est aussi à l'origine du sac-poubelle à lien coulissant.  
En 1982 le groupe rachète l’usine PTL qui lui permet de devenir producteur de sacs. Depuis, le groupe Sphère s’est développé par la combinaison d’une croissance interne soutenue sur son métier d’origine de fabrication et de commercialisation de produits d’emballages ménagers et par la réalisation d’une vingtaine d’opérations de croissance externe menées en France et en Europe : ACP (Royaume-Uni) 1990, Jet’Sac – Wavin Alpha (France) en 1996, Biel (Espagne) en 1999, Schweitzer (France) en 2000, J&M Plast (France) 2003, Comset – ICO (Italie) en 2004, Branche Household wraps Chilwood (Grande-Bretagne) en 2004, Biotec (Allemagne) en 2005, AEF en 2017, Flexopack (Italie) en 2019, Sarpak (Pays de Galles) en 2021. 
En 2005, SP Métal devient Sphère et investit dans les bioplastiques en rachetant Biotec et, en 2007, en devenant actionnaire principal de la féculerie d'Haussimont. 
En 2011, Sphère lance Vegetal Origin, des sacs-poubelle en polyéthylène végétal, issu de la canne à sucre,. 
En 2017, Sphère acquiert le groupe AEF qui comprend plusieurs sociétés de distribution et deux sites de production spécialisés dans le papier.
En 2020, pendant la pandémie de Covid-19 en France, le groupe Sphère réorganise une partie de sa production pour approvisionner les hôpitaux français en sur-blouses et manchettes,.
En juin 2022, Arnaud Leroy quitte la présidence de l'Ademe et devient directeur du développement durable de Sphère,.

## Domaine d'activité
En 2021, le chiffre d'affaires de Sphère s'élève à 714 millions d'euros,.
D'après le site Recyclage, en 2009 Sphère est leader européen « dans la production et la distribution de films plastique, de sacs et d’emballages pour contact alimentaire » ; en outre, l'entreprise investit pour accroître ses parts de marché dans le nord et  l'est de l'Europe, et elle est déjà leader sur les marchés en France, Espagne et Bénélux. Dans les années qui suivent, Sphère est qualifié par la presse spécialisée de « leader européen de l'emballage ménager »,,,. Le groupe est producteur de matières premières biosourcées et compostables, dont le Bioplast, plastique biodégradable issu de la fécule de pomme de terre. Il est présent sur trois marchés: grand public, professionnel et collectivité territoriale. 
Chaque année, Sphère produit 180 000 tonnes de films et sacs. 
En 2021, le groupe emploie environ 1 500 salariés,, dont environ 1 000 en France.

## Implantation du groupe
Le groupe Sphère s'est développé notamment via des acquisitions en France et en Europe. Il dispose de sept usines en France et huit dans le reste de l'Europe (Allemagne, Pays-Bas, Espagne, Italie, Royaume-Uni).
Les sept sites de production français du groupe sont certifiés Origine France Garantie, depuis janvier 2013 et produisent 70 % de l'activité du groupe. Cinq sociétés achetées en Europe (République Tchèque, Allemagne, Italie, Angleterre et Danemark) ont été relocalisées en France, dans les années 2000. 

## Marques
Sphère a développé quatre marques nationales : Alfapac en France, Frio en Italie, Vita au Danemark et Propsac au Benelux. En France une partie des gammes de produits Alfapac a obtenu le label Origine France Garantie en 2013.

## Bio-plastiques
Depuis 2005, le groupe produit des matériaux en bioplastiques compostables. Il utilise les résines Bioplast, fabriquées à partir de matières végétales, dont la fécule de pomme de terre et de copolyester compostable, pour fabriquer ses produits en bioplastique souples ou rigides,. 
Depuis 2011, l’entreprise fabrique également des sacs-poubelles 100 % végétal recyclables, produits à partir de canne à sucre.
Depuis 2016, des sacs fruits et légumes biosourcés et compostables sont produits.
Il travaille au développement de nouveaux biopolymères se biodégradant dans un environnement marin. Biotec est un producteur de résine biosourcée et compostable utilisée dans la fabrication d'emballages.

### Liens connexes
- Biodégradation
- Bioproduit
- Valorisation des déchets en matière plastique
- Chimie verte
- Emballage